# Saint Ailred (manzana)
Saint Ailred es una variedad cultivar de manzano (Malus domestica). 
Criado en 1942 en "Mount Saint Bernard Abbey", Coalville, Leicestershire. Las frutas tienen una carne bastante suave con un sabor dulce y aromático.

## Sinonimia
- "St. Ailred".

## Historia
'Saint Ailred' es una variedad de manzana, desarrollada por Fray Ailred McPike, un monje en la Abadía de Mount Saint Bernard en Leicestershire (Reino Unido) en 1942 cruzando 'James Grieve' x 'Ellison's Orange'. El monje lo nombró por su santo patrón.
'Saint Ailred' está cultivada en diversos bancos de germoplasma de cultivos vivos tales como en National Fruit Collection (Colección Nacional de Fruta) de Reino Unido con el número de accesión: 1952-109 y Nombre Accesión : Saint Ailred.

## Características

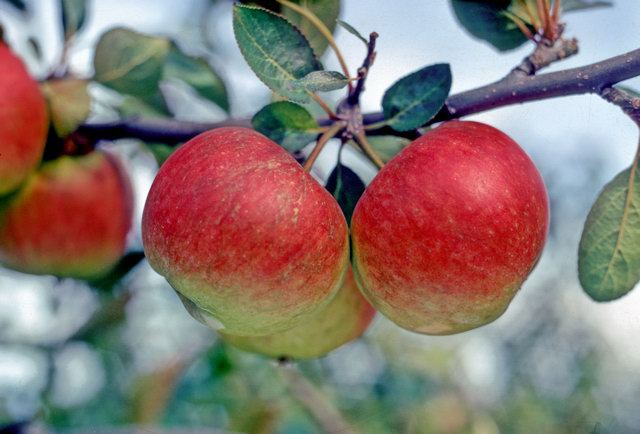
La Manzana 'Saint Ailred' en el árbol.

'Saint Ailred' árbol de extensión vertical, de vigor moderado. Tiene un tiempo de floración que comienza a partir del 7 de mayo con el 10% de floración, para el 12 de mayo tiene una floración completa (80%), y para el 19 de mayo tiene un 90% caída de pétalos.
'Saint Ailred' tiene una talla de fruto medio; forma amplia globoso cónica, con una altura de 57.00mm y con una anchura de 64.00mm; con nervaduras   medias; piel es bastante dura, pero propensa a agrietarse en la madurez; epidermis con color de fondo amarillo blanquecino, con un sobre color naranja, importancia del sobre color alto, y patrón del sobre color mancha/rayado, presentando una mancha de un lavado rojo en las caras expuestas al sol, con rayas prominentes alrededor de la cavidad del pedúnculo, acusa punteado disperso y pálido, y con "russeting" (pardeamiento áspero superficial que presentan algunas variedades) muy bajo; pedúnculo largo y delgado, en una cavidad moderadamente profunda y ancha; cáliz pequeño y cerrado en una cuenca algo profunda y estrecha; carne de color crema es suave. Jugoso, dulce, salado.
Su tiempo de recogida de cosecha se inicia a principios de septiembre.

## Usos
Una buena manzana de uso de postre fresca en mesa.

## Ploidismo
Diploide, auto estéril. Grupo de polinización: D, Día 12.